# Gorch Fock (forfatter)
 For alternative betydninger, se Gorch Fock. (Se også artikler, som begynder med Gorch Fock)
Gorch Fock er pseudonym for den tyske søfartsforfatter Johann Wilhelm Kinau (født 22. august 1880 i Finkenwerder ved Hamborg, død 31. maj 1916 under søslaget ved Jylland).
Han er mest kendt for Seefahrt ist Not! en hjemstavnsroman fra 1913.

Som ældste ud af seks børn i en fiskerfamilie på øen Finkenwerder i Elben vest for Hamborg, var han udset til at blive fisker, men pga. hans helbred sendtes han 1895 i stedet i købmandslære hos en farbror i Bremerhaven.
I 1904 vendte han tilbage til Hamborg og arbejdede som bogholder, fra 1907 ved Hamburg-Amerikalinjen.
Fra 1904 udgav han i hamborgensiske aviser forskellige, mest på sit modersmål plattysk forfattede, digte og fortællinger under pseudonymerne Gorch Fock, Jakob Holst og Giorgio Focco. Fornavnet Gorch er plattysk for Georg, og efternavnet Foch var et slægtsnavn i familien.
Særligt efter 1910 forfattede han mange skuespil, historier og digte på plattysk og højtysk.
Under 1. verdenskrig indkaldtes han 1915 som infanterist og kæmpede i Serbien og Rusland, senere også ved Verdun. I marts 1916 overflyttedes han efter eget ønske til marinen og deltog i søslaget ved Jylland som udkigspost i den forreste mast på krydseren SMS Wiesbaden, som han 1. maj gik ned med (kun 1 ud af 590 ombordværende overlevede). Hans lig drev i august 1916 i land ved øen Väderöbod tæt ved Fjällbacka (nord for Gøteborg), hvor han ligesom andre tyske og britiske søfolk blev gravlagt på den derværende krigskirkegård Stensholmen.

I 1917 blev Gorch Fock hædret af den kejserlige tyske marine, som navngav en såkaldt forpostbåd (ombygget fiskerbåd) efter ham. Siden er 2 af den tyske marines endnu i brug værende skoleskibe opkaldt efter ham, en bark søsat 1933 og en bark søsat 1958.
I adskillige tyske byer er gader og skoler opkaldt efter Gorch Fock.

## Kendeste værker
- Hein Godenwind (roman 1911)
- Seefahrt ist Not! (roman 1913, stumfilm 1921)
- Doggerbank (skuespil 1914)